# Trochosa wundurra
Trochosa wundurra là một loài nhện trong họ Lycosidae.
Loài này thuộc chi Trochosa. Trochosa wundurra được Fernando McKay miêu tả năm 1979.